# Panorpa nanwutaina
Panorpa nanwutaina is een insect uit de orde van de schorpioenvliegen (Mecoptera), familie van de schorpioenvliegen (Panorpidae). De wetenschappelijke naam van de soort is voor het eerst geldig gepubliceerd door Chou in 1981.
De soort komt voor in China.